# 吴元梁
吴元梁（1938年3月25日—2020年1月11日），男，上海嘉定人。中国马克思主义哲学家，中国社会科学院研究生院教授。

## 生平
1938年3月出生于上海嘉定。1962年本科毕业于中国人民大学哲学系。曾在新疆大学政教系工作。1978年至1981年在中国社会科学院研究生院哲学系攻读硕士研究生，获哲学硕士学位。1981年至1988年在中国社会科学院哲学研究所工作。1988年7月获中国社会科学院研究生院哲学博士学位。论文题名《社会系统论导论》，指导教师是邢贲思研究员。
1988年之后，历任中国社会科学院哲学研究所历史唯物主义研究室主任、中国社会科学出版社副总编辑、中国社会科学院哲学研究所马克思主义哲学史研究室主任、中国社会科学院社会发展研究中心主任、中国马克思主义哲学史学会副会长。1993年10月获国务院政府特殊津贴。2002年12月退休。2020年1月11日凌晨5时在北京逝世，享年82岁。

## 学术贡献
1978年至1983年，主要从事科学方法论研究，专著《科学方法论基础》于1984年出版。1983年至1988年，主要从事社會系統理論研究，专著《社会系统论》于1993年由上海人民出版社出版。1992年至1995年，研究改革开放和现代化建设的现实问题。1995年后，研究社会主义精神文明等课题。